# Ґотліб Конрад Хрістіан Штор
Ґо́тліб Ко́нрад Хрістіа́н Штор (нім. Gottlieb Conrad Christian Storr, 1749—1821) — німецький лікар, хімік і натураліст.

## Біографія
Він був другим за старшістю сином штутгартського придворного капелана Йоганна Крістіана Сторра (1712—1773). У 1768 році він здобув докторський ступінь у Тюбінгенському університеті, де також обіймав посаду професора хімії, ботаніки та природничої історії з 1774 по 1801 рік. Він написав різні праці з природничої історії та медичних питань. У 1784 році він опублікував вичерпний звіт про свою подорож до Швейцарських Альп 1781 року. Через проблеми зі здоров'ям Сторр залишив посаду професора у 1801 році.

## Вибрані праці
- Alpenreise vom Jahre 1781 (1784–86, 2 томи)
- Dissertatio inauguralis medica, de curis viperinis, 1768 (разом з Фердинандом Крістофом Етінгером)
- Entwurf einer Folge von Unterhaltungen zur Einleitung in die Naturgeschichte, 1777
- Ueber seine Bearbeitungsart der Naturgeschichte, 1780
- Investigandae crystallifodinarum oeconomiae quaedam pericula, 1785
- Idea methodi fossilium, 1807